# Singapores Grand Prix 2014
Singapores Grand Prix 2014 (officielle navn: 2014 Formula 1 Singapore Airlines Singapore Grand Prix) var et Formel 1-løb som blev arrangeret på Marina Bay Street Circuit i Singapore 21. september 2014. Det var det fjortende løb i Formel 1-sæsonen 2014, og syvende gang at Singapores Grand Prix blev arrangeret i Formel 1-sammenhæng. Løbet blev vundet af Lewis Hamilton i Mercedes, mens Red Bull-kørerne Sebastian Vettel og Daniel Ricciardo tog henholdsvis anden- og tredjepladsen. Med denne sejr overtog Hamilton føringen i kørermesterskabet fra sin teamkollega Nico Rosberg, som måtte udgå af løbet på grund af tekniske problemer.

## Resultater

### Kvalifikation
| Pos.               | Nr. | Kører             | Konstruktør          | Del 1    | Del 2    | Del 3    | Grid |
| ------------------ | --- | ----------------- | -------------------- | -------- | -------- | -------- | ---- |
| 1                  | 44  | Lewis Hamilton    | Mercedes             | 1.46,921 | 1.46,287 | 1.45,681 | 1    |
| 2                  | 6   | Nico Rosberg      | Mercedes             | 1.47,244 | 1.45,825 | 1.45,688 | 2    |
| 3                  | 3   | Daniel Ricciardo  | Red Bull–Renault     | 1.47,488 | 1.46,493 | 1.45,854 | 3    |
| 4                  | 1   | Sebastian Vettel  | Red Bull–Renault     | 1.47,476 | 1.46,586 | 1.45,902 | 4    |
| 5                  | 14  | Fernando Alonso   | Ferrari              | 1.46,889 | 1.46,328 | 1.45,907 | 5    |
| 6                  | 19  | Felipe Massa      | Williams–Mercedes    | 1.47,615 | 1.46,472 | 1.46,000 | 6    |
| 7                  | 7   | Kimi Räikkönen    | Ferrari              | 1.46,685 | 1.46,359 | 1.46,170 | 7    |
| 8                  | 77  | Valtteri Bottas   | Williams–Mercedes    | 1.47,196 | 1.46,622 | 1.46,187 | 8    |
| 9                  | 20  | Kevin Magnussen   | McLaren–Mercedes     | 1.47,976 | 1.46,700 | 1.46,250 | 9    |
| 10                 | 26  | Daniil Kvjat      | Toro Rosso-Renault   | 1.47,656 | 1.46,926 | 1.47,362 | 10   |
| 11                 | 22  | Jenson Button     | McLaren–Mercedes     | 1.47,161 | 1.46,943 |          | 11   |
| 12                 | 25  | Jean-Éric Vergne  | Toro Rosso-Renault   | 1.47,407 | 1.46,989 |          | 12   |
| 13                 | 27  | Nico Hülkenberg   | Force India-Mercedes | 1.47,370 | 1.47,308 |          | 13   |
| 14                 | 21  | Esteban Gutiérrez | Sauber-Ferrari       | 1.47,970 | 1.47,333 |          | 14   |
| 15                 | 11  | Sergio Pérez      | Force India-Mercedes | 1.48,143 | 1.47,575 |          | 15   |
| 16                 | 8   | Romain Grosjean   | Lotus-Renault        | 1.47,862 | 1.47,812 |          | 16   |
| 17                 | 99  | Adrian Sutil      | Sauber-Ferrari       | 1.48,324 |          |          | 17   |
| 18                 | 13  | Pastor Maldonado  | Lotus-Renault        | 1.49,063 |          |          | 18   |
| 19                 | 17  | Jules Bianchi     | Marussia-Ferrari     | 1.49,440 |          |          | 19   |
| 20                 | 10  | Kamui Kobayashi   | Caterham-Renault     | 1.50,405 |          |          | 20   |
| 21                 | 4   | Max Chilton       | Marussia-Ferrari     | 1.50,473 |          |          | 21   |
| 22                 | 9   | Marcus Ericsson   | Caterham-Renault     | 1.52,287 |          |          | 22   |
| 107%-tid: 1.54,152 |     |                   |                      |          |          |          |      |
| Kilde:             |     |                   |                      |          |          |          |      |

### Løbet
| Pos.   | Nr. | Kører             | Konstruktør          | Omgange | Tid/Udgået     | Startpos. | Point |
| ------ | --- | ----------------- | -------------------- | ------- | -------------- | --------- | ----- |
| 1      | 44  | Lewis Hamilton    | Mercedes             | 60      | 2.00.04,795    | 1         | 25    |
| 2      | 1   | Sebastian Vettel  | Red Bull–Renault     | 60      | +13,534        | 4         | 18    |
| 3      | 3   | Daniel Ricciardo  | Red Bull–Renault     | 60      | +14,273        | 3         | 15    |
| 4      | 14  | Fernando Alonso   | Ferrari              | 60      | +15,389        | 5         | 12    |
| 5      | 19  | Felipe Massa      | Williams–Mercedes    | 60      | +42,161        | 6         | 10    |
| 6      | 25  | Jean-Éric Vergne1 | Toro Rosso-Renault   | 60      | +56,8011       | 12        | 8     |
| 7      | 11  | Sergio Pérez      | Force India-Mercedes | 60      | +59,038        | 15        | 6     |
| 8      | 7   | Kimi Räikkönen    | Ferrari              | 60      | +1.00,641      | 7         | 4     |
| 9      | 27  | Nico Hülkenberg   | Force India-Mercedes | 60      | +1.01,661      | 13        | 2     |
| 10     | 20  | Kevin Magnussen   | McLaren–Mercedes     | 60      | +1.02,230      | 9         | 1     |
| 11     | 77  | Valtteri Bottas   | Williams–Mercedes    | 60      | +1.05,065      | 8         |       |
| 12     | 13  | Pastor Maldonado  | Lotus-Renault        | 60      | +1.06,915      | 18        |       |
| 13     | 8   | Romain Grosjean   | Lotus-Renault        | 60      | +1.08,029      | 16        |       |
| 14     | 26  | Daniil Kvjat      | Toro Rosso-Renault   | 60      | +1.12,008      | 10        |       |
| 15     | 9   | Marcus Ericsson   | Caterham-Renault     | 60      | +1.34,188      | 22        |       |
| 16     | 17  | Jules Bianchi     | Marussia-Ferrari     | 60      | +1.34,543      | 19        |       |
| 17     | 4   | Max Chilton       | Marussia-Ferrari     | 59      | +1 omgang      | 21        |       |
| Ret    | 22  | Jenson Button     | McLaren–Mercedes     | 52      | Motorenhed     | 11        |       |
| Ret    | 99  | Adrian Sutil      | Sauber-Ferrari       | 40      | Vandlækage     | 17        |       |
| Ret    | 21  | Esteban Gutiérrez | Sauber-Ferrari       | 17      | Elektrisk fejl | 14        |       |
| Ret    | 6   | Nico Rosberg2     | Mercedes             | 13      | Elektrisk fejl | PL2       |       |
| DNS    | 10  | Kamui Kobayashi   | Caterham-Renault     | 0       | Motorenhed     | –         |       |
| Kilde: |     |                   |                      |         |                |           |       |

Noter til tabellerne:
- 1:  - Jean-Éric Vergne fik en tidsstraf på fem sekunder for at have kørt udenfor banemarkeringerne.
- 2:  - Nico Rosberg startede fra pit lane på grund af elektronikproblemer ved starten på opvarmingsrunden.

## Stillingen i mesterskaberne efter løbet
| Nr. | +/- | Kører             | Point |
| --- | --- | ----------------- | ----- |
| 1   | 1   | Lewis Hamilton    | 241   |
| 2   | 1   | Nico Rosberg      | 238   |
| 3   |     | Daniel Ricciardo  | 181   |
| 4   | 1   | Fernando Alonso   | 133   |
| 5   | 1   | Sebastian Vettel  | 124   |
| 6   | 2   | Valtteri Bottas   | 122   |
| 7   |     | Jenson Button     | 72    |
| 8   |     | Nico Hülkenberg   | 72    |
| 9   |     | Felipe Massa      | 65    |
| 10  | 1   | Sergio Pérez      | 45    |
| 11  | 1   | Kimi Räikkönen    | 45    |
| 12  |     | Kevin Magnussen   | 39    |
| 13  |     | Jean-Éric Vergne  | 19    |
| 14  |     | Romain Grosjean   | 8     |
| 15  |     | Daniil Kvjat      | 8     |
| 16  |     | Jules Bianchi     | 2     |
| 17  |     | Adrian Sutil      | 0     |
| 18  |     | Marcus Ericsson   | 0     |
| 19  |     | Pastor Maldonado  | 0     |
| 20  |     | Esteban Gutiérrez | 0     |
| 21  |     | Max Chilton       | 0     |
| 22  |     | Kamui Kobayashi   | 0     |
| NC  | -   | André Lotterer    | 0     |

| Nr. | +/- | Konstruktør          | Point |
| --- | --- | -------------------- | ----- |
| 1   |     | Mercedes             | 479   |
| 2   |     | Red Bull-Renault     | 305   |
| 3   |     | Williams-Mercedes    | 187   |
| 4   |     | Ferrari              | 178   |
| 5   | 1   | Force India-Mercedes | 117   |
| 6   | 1   | McLaren-Mercedes     | 111   |
| 7   |     | Toro Rosso-Renault   | 27    |
| 8   |     | Lotus-Renault        | 8     |
| 9   |     | Marussia-Ferrari     | 2     |
| 10  |     | Sauber-Ferrari       | 0     |
| 11  |     | Caterham-Renault     | 0     |